# Friedrich Bödeker
Friedrich Bödeker (Oerlinghausen, 11 settembre 1867 – Colonia, 9 aprile 1937) è stato un botanico tedesco.
Fu l'autore tassonomico dei generi di cactus Aztekium e Porfiria, nonché di numerose specie all'interno delle Cactaceae, condivise la passione per i cactus con l'amico Wilhelm Weingart.
Molte delle sue descrizioni furono pubblicate nelle riviste "Monatsschrift der Deutschen Kakteen-Gesellschaft" e "Zeitschrift für Sukkulentenkunde".

## Opere
- Ein Mammillarien-Vergleichs-Schlüssel. J. Neumann, 1933.[2]